# Guy Arseneault
 (janvier 2025).
Pour l’article homonyme, voir Arseneault.
Pour l’article ayant un titre homophone, voir Guy Arsenault.
Guy H. Arsenault (né le 11 mai 1952 à Dalhousie, au Nouveau-Brunswick) est un professeur et un homme politique canadien.

## Biographie
Le père de Guy H. Arsenault est Gérald Arsenault et sa mère est Zerilda Basque. Il étudie à l'Université St. Thomas de Fredericton, où il obtient un baccalauréat en arts et un baccalauréat en éducation. Il épouse Cynthia Pilon et le couple a deux enfants.
Il est député de la circonscription de Restigouche-Chaleur à la Chambre des communes du Canada de 1988 à 1996 au sein du Parti libéral du Canada. Il est aussi conseiller municipal à Dalhousie entre 1980 et 1988.